# Xã Moose, Quận Roseau, Minnesota
Xã Moose (tiếng Anh: Moose Township) là một xã thuộc quận Roseau, tiểu bang Minnesota, Hoa Kỳ. Năm 2010, dân số của xã này là 114 người.